# Derribo del Ilyushin Il-76 de la Fuerza Aérea de Rusia de 2024
El 24 de enero de 2024, a las 11:15 de la mañana (hora de Moscú), en el Óblast de Bélgorod, cerca de la ciudad de Yablónovo, se estrelló un avión de transporte Il-76 de la Fuerza Aérea de Rusia. El Ministerio de Defensa de Rusia informó que 74 personas murieron, entre ellos 65 prisioneros de guerra ucranianos listos para ser intercambiados. Según los medios ucranianos, el avión transportaba misiles para sistemas antiaéreos S-300. Fuentes cercanas al Ministerio de Defensa de Ucrania habrían confirmado que el avión fue derribado durante el despegue, sin proporcionar más detalles. El desastre ocurrió en el contexto de la invasión rusa de Ucrania. 

## Circunstancias
El Ilyushin Il-76, un avión de transporte militar cuatrimotor con capacidad de transportar a 140 pasajeros y 47 toneladas de equipo, estaba registrado como RA-78830 y entró en servicio en 1990. El avión y su tripulación pertenecían al 117.º Regimiento de Aviación de Transporte Militar (unidad militar n° 45097), cuyas tareas incluyen el mantenimiento de vehículos militares que transportan cargas especiales para el apoyo material del ejército ruso. Los aviones del regimiento están estacionados en el aeródromo de Oremburgo.
Las autoridades rusas afirmaron que 65 de los ocupantes eran soldados ucranianos hechos prisioneros. A bordo también se encontraban otros seis tripulantes rusos y tres militares que los acompañaban. Según el Ministerio de Defensa de Rusia el derribo ocurrió "durante un vuelo de rutina" al ser interceptado por misiles lanzados desde la zona de la localidad de Liptsy, en región de Járkov.Los 65 prisioneros eran trasladados en avión a la región de Bélgorod, para un intercambio por prisioneros rusos en un puesto fronterizo cerca de Kolotilovka, a 100 kilómetros al oeste de la ciudad de Bélgorod. El ejército ruso dijo que el Il-76 había despegado previamente desde la base aérea de Chkalovsky, cerca de Moscú, con destino a Bélgorod.
El diputado de la Duma Estatal, Evgueni Popov, dijo que la inteligencia militar ucraniana recibió un aviso sobre el vuelo 15 minutos antes de que el avión despegara, esto habría sido negado por las autoridades ucranianas, quienes afirmaron no haber sido notificadas de los arreglos del vuelo y acusaron a Rusia de crear una campaña de desinformación.Poco después del siniestro, las Fuerzas Armadas de Ucrania declararon que los aviones de transporte militar rusos, especialmente cerca de la frontera, son un objetivo militar legítimo de Ucrania.
El 31 de enero de 2024, a pesar de las tensiones por el Ministerio de Defensa de Rusia anunció que habían intercambiado a 195 prisioneros de guerra con Ucrania. Después de que se hiciera pública la declaración, el presidente ucraniano, Volodímir Zelenski, dijo que 207 ucranianos habían sido liberados.

## Investigación
La secretaria general adjunta de las Naciones Unidas, Rosemary DiCarlo, dijo que la ONU no está en condiciones de comprobar los informes o las circunstancias en las que ocurrió el siniestro.Un video en las redes sociales mostró un avión cayendo en espiral hacia el suelo, seguido de un fuerte estallido y una explosión que envió una bola de llamas y humo hacia el cielo.
El 25 de enero, RIA Novosti informó que los servicios de emergencia habían encontrado las cajas negras y las habían entregado a los investigadores.Una fuente de la inteligencia ucraniana dijo a CNN que solo se habían recuperado 5 cuerpos en el lugar del derribo y que no tenían evidencias visuales de que hubieran más víctimas.
Según información de la publicación RBC-Ucrania, el 25 de enero, el Servicio de Seguridad de Ucrania abrió un proceso penal en virtud del artículo sobre la violación de las leyes y costumbres de la guerra.
El Comité de Investigación de Rusia abrió una causa penal por ataque terrorista, tras el siniestro del Il-76. Según la versión preliminar del comité de investigación, el avión fue atacado desde el territorio de Ucrania.El Comité de Investigación dijo que en el lugar del siniestro se encontraron "restos humanos fragmentados", reiterando que a bordo del avión había prisioneros de guerra ucranianos.
La Agencia Alemana de Prensa (dpa), informó que el alcance de los misiles IRIS-T es demasiado corto como para haber provocado el derribo desde su lugar de emplazamiento en territorio ucraniano. Según los expertos, los sistemas IRIS-T no están estacionados cerca de la frontera entre Ucrania y Rusia, porque de lo contrario habrían sido un blanco fácil para las tropas rusas.
El 26 de enero el Comité de Investigación de Rusia publicó un video en el que se observa un convoy de seis autobuses y a los soldados ucranianos abordando el avión Il-76.
El 31 de enero, una fuente dijo a RIA Novosti que el análisis preliminar de la metralla encontrada en los restos del avión demostraba que el misil pertenecía a una batería antiaérea de producción occidental. Más tarde, durante una reunión, el presidente de Rusia, Vladímir Putin declaró que el avión Il-76 había sido derribado por el sistema de misiles de fabricación estadounidense Patriot.

## Reacciones internacionales
Rusia — El presidente Vladímir Putin expresó su pesar por la muerte de la tripulación del avión y culpó a Kiev por el siniestro que, según Moscú, mató a decenas de personas, en su mayoría prisioneros de guerra ucranianos. Sin embargo, Putin dijo desconocer si actuaron premeditadamente o se trató de un error.
 Ucrania — El Gobierno ucraniano solicitó una investigación internacional y consideró ante el Consejo de Seguridad de la ONU la posibilidad de que el avión derribado transportara prisioneros ucranianos. La parte ucraniana también acusó a Rusia de estar utilizando "escudos humanos para cubrir el transporte de misiles".
 Suiza — El representante de Suiza dijo que era crucial que los hechos se establezcan de manera exhaustiva, transparente e independiente para aclarar las circunstancias, además añadió que la responsabilidad principal de garantizar su seguridad, incluso durante el transporte, recae en la parte detentora.
 Estados Unidos — El representante de Estados Unidos ante la ONU atribuyó el incidente a la decisión del presidente ruso Vladímir Putin de invadir otro Estado soberano y señaló: “Así como empezó esta guerra, él puede terminarla”.
 Chad — El presidente del Consejo Militar de Transición del Chad, Mahamat Déby Itno, expresó en su nombre y en nombre de su pueblo sus condolencias por el desastre, durante una reunión con su homólogo ruso Vladímir Putin.